# Isabel de Bourbon, condessa de Charolais
Isabel de Bourbon (em francês:  Isabelle; c. 1436 — Antuérpia, 25 de setembro de 1465) foi a segunda esposa de Carlos, duque da Borgonha, e foi a mãe de Maria, herdeira da Borgonha.

## Biografia
Isabel era a quarta dos onze filhos de Carlos I, duque de Bourbon, e de Inês da Borgonha, filha de João Sem Medo, o poderoso duque da Borgonha e inimigo jurado do rei Carlos VI, o Louco, conduta esta seguida por seu filho e sucessor Filipe, o Bom, até 1435, quando, durante o Congresso de Arras, o rei Carlos VII da França conseguiu estabelecer uma trégua com ele, selada com um casamento entre a princesa Catarina, a filha mais nova do rei, e Carlos, o herdeiro de Filipe. A união foi realizada em 1440; tinha o noivo então sete anos de idade e a noiva, doze. O casamento durou seis anos, terminando com a morte de Catarina, sem progênie.
Viúvo havia oito anos, em 1454, Carlos desejava casar-se com Margarida de Iorque, irmã do rei Eduardo IV da Inglaterra, de quem era primo de terceiro grau. Todavia, os termos do Tratado de Arras exigiam que ele se casasse com uma princesa francesa. Assim, seu pai escolheu para ele Isabel de Bourbon, cuja mãe era sua irmã e cujo pai era descendente direto da Casa de Capeto. Isabel e o primo se casaram em 30 de outubro de 1454, em Lille, França, e tiveram uma vida conjugal aparentemente pacífica. O casal teve apenas uma única filha:
- Maria (Bruxelas, 13 de fevereiro de 1457 - Bruges, 27 de março de 1482), que viria a suceder Carlos sobre todos os domínios borgonheses.

Em 1459, Isabel foi madrinha de batismo de Joaquim, o segundo filho de Luís, delfim da França, que se encontrava refugiado na Borgonha, e de sua segunda esposa, Carlota de Saboia. Joaquim teve uma vida breve, vindo a falecer em 29 de novembro daquele mesmo ano, com apenas quatro meses e duas semanas de idade. À morte do rei Carlos VII, em 1461, Luís partiu para reivindicar seu direito de sucessão, abandonando Carlota na Borgonha, dependente do auxílio de Isabel. Havia quatro meses que Carlota dera a luz a uma menina, a quem deu o nome de Ana; esta futuramente viria a se casar com o irmão de Isabel, Pedro II de Bourbon.
Isabel faleceu com cerca de 29 anos de idade, em Antuérpia, na atual Bélgica, e seu corpo foi sepultado na abadia norbertina de São Miguel. Sua tumba tornou-se um símbolo do poder e da riqueza dos duques da Borgonha. Ela era decorada com 24 estatuetas de bronze de homens e mulheres, chamados carpideiros, encimada por uma efíge de material idêntico da própria Isabel. A tumba foi destruída por radicais protestantes durante a Fúria Iconoclasta de 1566.
Dois anos após a morte de Isabel, Carlos tornou-se duque da Borgonha. Margarida de Iorque se tornou sua terceira esposa e, após a morte de seu esposo, destacou-se como protetora do Ducado da Borgonha.